# Acorypha mossambica
Acorypha mossambica är en insektsart som först beskrevs av Brancsik 1893.  Acorypha mossambica ingår i släktet Acorypha och familjen gräshoppor. Inga underarter finns listade i Catalogue of Life.